# Países Baixos no Festival Eurovisão da Canção Júnior
Os Países Baixos participaram em todas as edições do Festival Eurovisão da Canção Júnior desde a sua criação em 2003. O país ganhou a competição numa ocasião; em 2009, com a música "Click Clack" de Ralf Mackenbach. A emissora holandesa AVROTROS (anteriormente AVRO) foi a responsável pela participação, selecionando o participante do país através da final nacional Junior Songfestival. Os Países Baixos são o único país que participou em todas as edições do concurso.

## História
Os Países Baixos um dos dezesseis países que fizeram sua estreia no primeiro Junior Eurovision Song Contest 2003, que aconteceu em 15 de novembro de 2003 no Fórum em Copenhagua, na Dinamarca.
A emissora AVROTROS, anteriormente AVRO, é a responsável pela organização da participação. A final nacional organizada pela AVRO para selecionar a inscrição, chama-se Junior Songfestival. Os participantes previamente escreveram suas próprias músicas e as enviaram para a emissora, onde um júri e o público decidiram o vencedor. Desde 2016, os candidatos fazem testes individualmente e posteriormente são colocados em grupos. Os Países Baixos venceu a competição uma vez, em 2009, Ralf Mackenbach venceu com a música "Click Clack" com 121 pontos, derrotando os vice-campeões Rússia e Armênia por apenas cinco pontos. Esta foi a quinta vitória dos Países Baixos em qualquer evento da Eurovisão, sendo a última vez no Festival Eurovisão da Canção de 1975.
O concurso de 2007 foi realizado nos Países Baixos, em Rotterdam Ahoy. O concurso de 2012 também foi realizado nos Países Baixos, desta vez em Amsterdão, tornando-se o primeiro país a sediar duas vezes o Festival Eurovisão da Canção Júnior.

## Idiomas a concurso
| Idioma            | Vezes |
| ----------------- | ----- |
| Holandês & inglês | 12    |
| Holandês          | 9     |

## Participação
Legenda
     Vencedor
     2.º lugar
     3.º lugar
     Pontuação Nula ("Null Points")/Último Lugar
     Melhor classificação (fora do top 3)
     Qualificação para a final (fora do top 3)
     País-anfitrião
     Desclassificado
| #   | Ano              | Artista                           | Língua                            | Canção                                                                                             | Tradução                          | Lugar                             | Pontos                            |
| --- | ---------------- | --------------------------------- | --------------------------------- | -------------------------------------------------------------------------------------------------- | --------------------------------- | --------------------------------- | --------------------------------- |
| 1º  | Copenhaga 2003   | Roel                              | Holandês                          | "Mijn ogen zeggen alles" C & L:Roel Felius                                                         | Meus olhos dizem tudo             | 11º                               | 23                                |
| 2º  | Lillehammer 2004 | Klaartje & Nicky                  | Holandês                          | "Hij is een kei" C & L:Klaartje & Nicky                                                            | Ele é um rock                     | 11º                               | 27                                |
| 3º  | Hasselt 2005     | Tess                              | Holandês                          | "Stupid" C & L:Tess Gaerthé                                                                        | Estúpido                          | 7º                                | 82                                |
| 4º  | Bucareste 2006   | Kimberly                          | Holandês                          | "Goed" C & L:Kimberly Nieuwenhuis                                                                  | OK                                | 12º                               | 44                                |
| 5º  | Roterdão 2007    | Lisa, Amy & Shelley               | Holandês                          | "Adem in, adem uit" C & L:Lisa, Amy & Shelley                                                      | Inspire, expire                   | 11º                               | 39                                |
| 6º  | Limassol 2008    | Marissa                           | Holandês                          | "1 dag" C & L:Marissa Grasdijk                                                                     | 1 dia                             | 13º                               | 27                                |
| 7º  | Kiev 2009        | Ralf Mackenbach                   | Holandês, Inglês                  | "Clique clack" C & L:Ralf Mackenbach                                                               | Clique clack                      | 1º                                | 121                               |
| 8º  | Minsk 2010,      | Senna & Anna                      | Holandês, Inglês                  | "My family" C & L:Senna Sitalsing, Anna Lagerweij                                                  | Minha Familia                     | 9º                                | 52                                |
| 9º  | Erevan 2011      | Rachel                            | Holandês                          | "Teenager" C & L:Joachim Vermeulen Windsant, Maarten Hove, Rachel Traets, Willem Laseroms          | Adolescente                       | 2º                                | 103                               |
| 10º | Amesterdão 2012  | Femke                             | Holandês                          | "Tik tak tik" C:Anne Kees Meines, Femke Meines, Tjeerd Oosterhuis L:Anne Kees Meines, Femke Meines | Tik tak tik                       | 7º                                | 69                                |
| 11º | Kiev 2013        | Mylène &amp; Rosanne              | Holandês, Inglês                  | "Double me" C & L:Mylène Waalewijn, Rosanne Waalewijn, Tjeerd P. Oosterhuis                        | Me dobre                          | 8º                                | 59                                |
| 12º | Marsa 2014       | Julia                             | Holandês, Inglês                  | "Around" C & L:J. Griffioen, Julia van Bergen, R. Dorn                                             | Por aí                            | 8º                                | 70                                |
| 13º | Sófia 2015       | Shalissa                          | Holandês, Inglês                  | "Million lights" C & L:H. Tomas, J. Griffioen, Shalisa van der Laan                                | Milhões de luzes                  | 15º                               | 35                                |
| 14º | Valeta 2016      | Kisses                            | Holandês, Inglês                  | "Kisses and Dancin' C:Hansen Tomas, Joost Griffioen, Stas Swaczyna L:Hansen Tomas, Joost Griffioen | Beijos e Dança                    | 8º                                | 175                               |
| 15º | Tbilisi 2017     | Fource                            | Holandês, Inglês                  | "Love Me" C:Joost Griffioen, Stas Swaczyna L:Joost Griffioen                                       | Ama-me                            | 4º                                | 156                               |
| 16º | Minsk 2018       | Anne Buhre & Max Albertazzi       | Holandês, Inglês                  | "Samen" C:Babette Labeij, Dimitri Veltkamp, Robin van Veen L:Babette Labeij                        | Semente                           | 13º                               | 91                                |
| 17º | Gliwice 2019     | Matheu                            | Holandês                          | "Dans Met Jou" C:Jermain van der Bogt, Willem Laseroms L:Dieter Kranenburg                         | Dançar contigo                    | 4º                                | 186                               |
| 18º | Gliwice 2020     | UNITY                             | Holandês, Inglês                  | "Best Friends" C & L:Robert Dorn                                                                   | Melhores Amigos                   | 4º                                | 132                               |
| 19º | Paris 2021       | Ayana                             | Holandês, Inglês                  | "Mata Sugu Aō Ne" C & L:Ferry Lagendijk                                                            | Vejo você em breve                | 19°                               | 43                                |
| 20º | Erevã 2022       | LUNA                              | Holandês, Inglês                  | "La festa" C & L:Robert Dorn                                                                       | "A festa"                         | 7º                                | 128                               |
| 21º | Nice 2023        | Sep & Jasmijn                     | Holandês, Inglês                  | "Holding On to You" C & L:Robert Dorn                                                              | "Agarrado a você"                 | 7º                                | 122                               |
| 22º | Madrid 2024      | Intenção confirmada de participar | Intenção confirmada de participar | Intenção confirmada de participar                                                                  | Intenção confirmada de participar | Intenção confirmada de participar | Intenção confirmada de participar |

## Comentadores e porta-vozes
| Ano(s) | Canal           | Comentador                   | Porta-voz              | Ref.                 |
| ------ | --------------- | ---------------------------- | ---------------------- | -------------------- |
| 2003   | NPO 2           | Angela Groothuizen           | Aisa Renardus          |                      |
| 2004   | NPO 2           | Angela Groothuizen           | Danny Hoekstra         |                      |
| 2005   | NPO 2           | Tooske Ragas                 | Giovanni Kemper        | [ 3 ]                |
| 2006   | NPO 3           | Sipke Jan Bousema            | Tess Gaerthé           | [ 4 ]                |
| 2007   | NPO 3           | Marcel Kuijer                | Kimberly Nieuwenhuizen |                      |
| 2008   | NPO 3           | Sipke Jan Bousema            | Famke Rauch            |                      |
| 2009   | NPO 3           | Sipke Jan Bousema            | Marissa Grasdijk       |                      |
| 2010   | NPO 3           | Sipke Jan Bousema            | Bram Bos               |                      |
| 2011   | NPO 3           | Marcel Kuijer                | Anna Lagerweij         |                      |
| 2012   | NPO 1           | Marcel Kuijer                | Lidewei Loot           |                      |
| 2013   | NPO 3           | Marcel Kuijer                | Alessandro Wempe       | [ 5 ] [ 6 ]          |
| 2014   | NPO Zapp, NPO 3 | Jan Smit                     | Mylène and Rosanne     | [ 7 ]                |
| 2015   | NPO Zapp, NPO 3 | Jan Smit                     | Julia van Bergen       | [ 8 ]                |
| 2016   | NPO Zapp, NPO 3 | Jan Smit                     | Anneloes               | [ 9 ] [ 10 ]         |
| 2017   | NPO Zapp, NPO 3 | Jan Smit                     | Thijs Schlimback       | [ 11 ]               |
| 2018   | NPO Zapp, NPO 3 | Jan Smit                     | Vincent Miranovich     | [ 12 ] [ 13 ]        |
| 2019   | NPO Zapp, NPO 3 | Buddy Vedder                 | Anne Buhre             | [ 14 ] [ 15 ] [ 16 ] |
| 2020   | NPO Zapp, NPO 3 | Jan Smit                     | Robin de Haas          | [ 17 ] [ 18 ] [ 19 ] |
| 2021   | NPO Zapp, NPO 3 | Buddy Vedder                 | Matheu Hinzen          | [ 20 ]               |
| 2022   | NPO Zapp, NPO 3 | Bart Arens and Matheu Hinzen | Ralf Mackenbach        | [ 21 ] [ 22 ] [ 23 ] |
| 2023   | NPO Zapp, NPO 3 | Bart Arens and Matheu Hinzen | Luna Sabella           | [ 24 ] [ 25 ]        |

## Edições realizadas nos Países Baixos
| Ano  | Cidade    | Local               | Apresentador(es)                            |
| ---- | --------- | ------------------- | ------------------------------------------- |
| 2007 | Roterdão  | Rotterdam Ahoy      | Kim-Lian van der Meij and Sipke Jan Bousema |
| 2012 | Amsterdão | Heineken Music Hall | Ewout Genemans and Kim-Lian van der Meij    |